# محمد رواف
محمد رواف العنزي (مواليد 21 أكتوبر 1993) هو لاعب كرة قدم سعودي يلعب في نادي التضامن.

## مسيرة اللاعب
مثل نادي الشباب في الفئات السنية و العروبة ونادي أبها ونادي الشعلة ونادي البكيرية ونادي عرعر ونادي التضامن.

## وصلات خارجية
- محمد رواف على موقع Soccerway.com (الإنجليزية)
- محمد رواف على موقع كووورة